# Jocelyne Gout
Jocelyne Gout (née le 10 mars 1968 à Alès) est une joueuse de football internationale française.

## Carrière
Jocelyne commence dans la section féminine des Cheminots nîmois avant de quitter le club pour Montpellier. Elle reste trois saisons dans le club, en ce temps Paillade SC, avant de partir pour le FCF Lyon. En 1990-1991, elle remporte son premier titre de champion de France avec Lyon, titre qu'elle remporte deux autres fois dans sa carrière.
Le 9 mars 1993, elle joue pour la première fois sous les couleurs de l'équipe de France contre la Suède.
Bien qu'elle joue onze matchs des qualifications à l'Euro 1997, elle n'est présente qu'une fois dans la phase finale de la compétition contre l'Espagne, ce qui sera son dernier match international.